# Rosario Lanza
Rosario Lanza, né à Barrafranca (province d'Enna) le 8 juin 1912, mort à Palerme le 29 janvier 2006, est un homme politique italien.

## Biographie
Diplômé en droit et en sciences politiques, il exerce comme avocat.
Combattant durant la Seconde Guerre mondiale et titulaire de la Croix de guerre, il s'engage en politique au sein de la Démocratie chrétienne dont il devient secrétaire provincial d'Enna et Caltanissetta et vice secrétaire régional. Il siège également au conseil d'administration de Banco di Sicilia.
Après avoir échoué aux élections de 1947, il est élu à l'Assemblée régionale sicilienne en 1951 et en 1955.
Il est appelé dans les deux premiers gouvernements régionaux La Loggia comme conseiller aux travaux publics (27 septembre 1956-30 octobre 1958). Quand Silvio Milazzo est élu président de la Sicile, il prend la présidence du groupe chrétien démocrate placé dans l'opposition.
Après la chute du gouvernement Milazzo, il devient assesseur au budget dans le gouvernement de Benedetto Majorana della Nicchiara.
A l'issue des élections de 1963, il est élu président de l'assemblée régionale sicilienne et reconduit en 1967 pour une seconde législature. Dans un contexte de gouvernements régionaux de centre-gauche, il doit gérer les tensions partisanes internes.
Il ne se représente pas aux élections de 1971, et est nommé conseiller d'État puis président de l'Istituto Poligrafico e Zecca dello Stato.